# Lluís IV d'Orleans

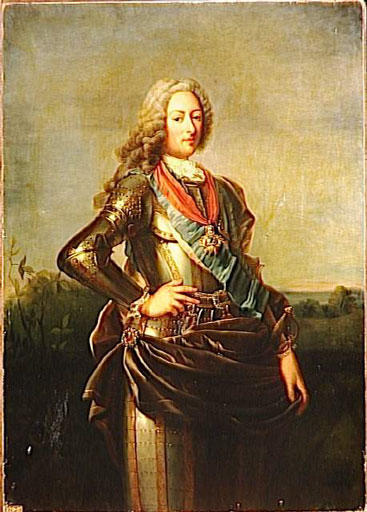
El príncep Lluís d'Orleans, quart duc Lluís d'Orleans i tercer duc de la seva nissaga

Lluís IV d'Orleans, duc d'Orleans i II de Valois, dit «el Pietós», va néixer a Versalles el 4 d'agost de 1703 i va morir a París a l'abadia de Santa Ginebra el 4 de febrer de 1752. Príncep de sang de França de la Casa dels Orleans amb el tractament d'altesa reial i fou el tercer duc d'Orleans de la nissaga (tot i ser el quart duc de nom Lluís). Era fill de Felip d'Orleans, el segon duc de la nissaga, III amb nom Felip, i la princesa Francesca Maria de Blois, i net per via paterna del príncep Felip d'Orleans, I duc d'Orleans de la seva nissaga i II amb el nom Felip, i de la princesa Elisabet Carlota del Palatinat i per via materna del rei Lluís XIV de França i de la seva amant, la marquesa de Montespan.
Va ser titulat duc de Chartres (1703- 1723), després duc d'Orleans, duc de Valois, duc de Nemours i duc de Montpensier (1723- 1752) a la mort del seu pare. Va ser qualificat de primer príncep de la sang després de la mort d'Enric Juli de Borbó-Condé (1709).
Segons René-Louis de Voyer de Paulmy marquès d'Argenson: «el duc d'Orléans sempre ha estat radical en tot. En la seva joventut […] va estimar les dones amb passió, i sense reflexionar sobre els riscos que corria la seva salut. Més tard, va voler posar-se al capdavant dels hússars i fer una guerra de carabina. Llavors, li va agradar la caça amb furor. Finalment, havent-se dedicat a la religió, escull el paper de Pare de l'església i d'anacoreta. » (Diari, juliol 1742)

## Biografia
Net i besnebot de Lluís XIV de França, en portava el nom. Era el fill de Felip d'Orleans, Regent de França i de la senyoreta de Blois, filla legitimada de França que Lluís XIV de França va tenir de la seva amant, la marquesa de Montespan. Lluís d'Orleans va ser criat en part per la seva mare i en part per la seva àvia, la famosa princesa palatina, però sobretot pel seu preceptor, el bon abat Nicolas-Hubert Mongault.
El rei, el seu avi, va morir el setembre 1715 i el seu pare va ser proclamat regent del regne en nom de Lluís XV de França de 5 anys.
Des del 30 de gener de 1718, amb 15 anys, va ser admès al Consell de Regència i l'endemà al de la Guerra. No va vacil·lar a oposar-se a certes decisions del seu pare i al seu principal ministre el cardenal Guillaume Dubois. El 1719, va ser nomenat governador del Delfinat tot i que no va residir en aquesta província, com era llavors d'ús. El 1720, va ser designat gran-mestre de l'Orde de Sant Llàtzer de Jerusalem, i va intentar tornar-li el seu passat esplendor. El 1721 va esdevenir coronel general de la infanteria.

## Matrimoni

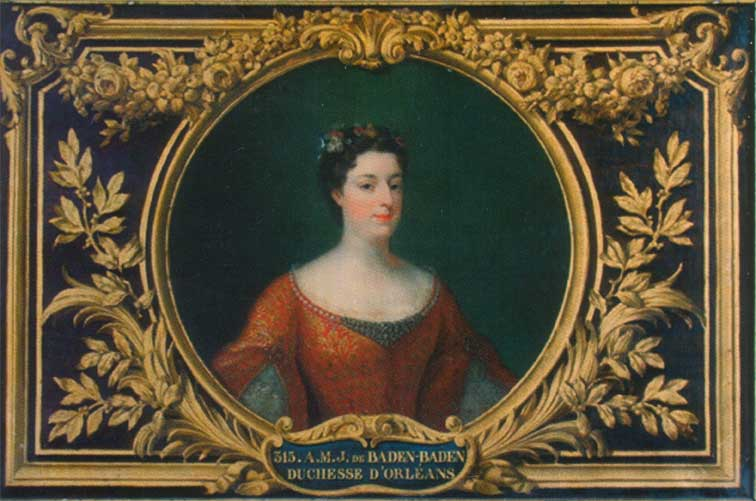
"Augusta» Maria Joana de Baden

El seu matrimoni va ser un assumpte delicat. A la fi de 1721, l'ambaixador de França a Rússia va intentar concertar una aliança matrimonial amb una filla del tsar Pere el Gran, la futura Elisabet I de Rússia, però a més a més de l'obstacle de la religió, tal unió podia passar per una aliança desigual, fins i tot per a un rebesnet d'un rei de França que, en aquesta qualitat, s'havia de conformar amb el títol d'«altesa sereníssima».
Quan el Regent va morir el 1723, va ser jutjat urgent de buscar un enllaç i encara més quan el govern fou confiat pel jove rei, major des de fa poc, al duc de Borbó, cap d'una branca jove de la família reial rival dels Orléans. La tria va recaure sobre la princesa Augusta de Baden-Baden (branca catòlica de Baden-Baden (1704- 1726), que el tribunal coneixerà sota el nom de «Joana de Baden", filla de foc del marcgravi Lluís Guillem de Baden-Baden, heroi de la guerra contra els turcs i de Sibil·la Augusta de Saxònia-Lauenburg, regent per al seu fill, que presentava l'avantatge d'una genealogia sense taca i del qual els dos pares eren a més catòlics. Això compensava un dot miserable de només 80.000 lliures només qui va fer riure a la cort. El matrimoni va tenir lloc el 13 de juliol de 1724 a Châlons-en-Champagne.
Aquest matrimoni permetia a la intel·ligent regenta del marcgraviat d'ajuntar-se el seu poderós veí (que havia destrossat les seves terres durant la guerra de successió d'Espanya). Va ser, fins al matrimoni del rei el 1725, la primera dama de la cort. La princesa, perfectament educada, va fer les delícies de la cort que va plorar la seva mort prematura.

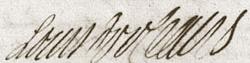
La signatura del duc d'Orleans, el 23 de febrer de 1745, en el contracte de matrimoni entre el delfí Lluís i Maria Teresa Rafela d'Espanya.

La parella, que s'estimava tendrament, va residir sobretot al castell de Saint-Cloud i va tenir dos fills:
1. Lluís Felip d'Orleans, duc de Chartres després duc d'Orléans i Valois, anomenat «el Gros» (nascut el 12 de maig de 1725 i mort el 1785 al Castell de Sainte-Assise-en-Brie; casat en primeres noces amb la princesa Lluïsa Enriqueta de Borbó-Conti i en segones amb l'aristòcrata francesa Charlotte Jeanne Béraud de la Haye.
2. Lluïsa Maria d'Orléans, «la Senyoreta» (nascuda el 5 d'agost de 1726, morta el 14 de maig de 1728).

Joana de Baden va morir en donar a llum a la filla; la Senyoreta de Blois, la seva sogra, li havia ordenat parir a París al Palau Reial poc abans d'arribar al final de l'embaràs. El seu marit no se'n va recuperar, va refusar les proposicions de segones núpcies que li suggeria la seva tia la duquessa de Lorena Elisabet Carlota d'Orleans i, fidel fins a la seva mort, es va quedar vidu.
De la mort del seu pare el 1723 a 1729, Lluís d'Orléans va ser, conjuntament amb Felip V d'Espanya, hereu presumpte del tron de França, ja que la qüestió de la validesa de les renúncies dels Borbons d'Espanya al moment del Tractat d'Utrecht de 1713 no s'havien fixat definitivament. Apartat del govern pel seu cosí el duc de Borbó, es va esforçar a restaurar la potència de la casa d'Orléans recolzant-se sobre el seu fidel amic el comte d'Argenson, designat canceller de la casa d'Orléans el 1723. Com a primer príncep de la sang, es va trobar en tots els consells i no va vacil·lar a opinar sobre els assumptes de política.
Les seves relacions amb Lluís XV de França - set anys més jove - van ser cordials fins i tot a pesar de retreure al rei els seves costums dissoluts. La reina Maria Leszczyńska li manifestava una gran simpatia, igual com el cardenal André Hercule de Fleury.
No obstant això l'any 1730 fou privat de la dignitat de coronel-general d'infanteria de l'exèrcit francès per part del cardenal Fleury i es va retirar definitivament de la vida pública dedicant-se a la traducció dels salms i de les Epístoles Paulines; el 1740, Lluís XV, a instàncies de Fleury i per raons polítiques, no va poder d'atorgar al fill del duc d'Orléans la mà de la seva filla, Enriqueta de França (1727-1752) coneguda com la Senyora Enriqueta, encara que els dos joves tinguessin l'un per a l'altre una tendra inclinació. En efecte, Lluís XV no tenia més que un fill, el delfí Lluís Ferran. En cas de desaparició d'aquest, el tron de França seria reivindicat alhora pel duc d'Orléans i pel rei d'Espanya, Felip V, que considerava com nul·la la renúncia als seus drets que Anglaterra li havia imposat al Tractat d'Utrecht de 1713. Casar una filla del rei amb el fill del duc d'Orléans hagués estat, en aquesta possible querella, donar l'avantatge a aquest últim, el que no hagués mancat d'indisposar Espanya, que el cardenal intentava pel contrari temperar. El duc de Chartres es va conformar amb la filla del príncep de Conti, Lluís Francesc de Borbó-Conti, Lluïsa Enriqueta de Borbó-Conti, que el va enganyar exageradament.
El 1742, Lluís d'Orléans, del qual la devoció no havia deixat de créixer d'ençà que va enviudar, fet que l'havia deixat inconsolable, es va retirar a l'abadia de Sainte-Geneviève on va passar els deu últims anys de la seva vida. Va continuar mantenint-se informat dels assumptes, va administrar la seva herència, va rebre i va protegir els savis i es va dedicar a obres caritatives. Va tenir de la reputació com hebraïtzant. Havia format un gabinet d'història natural i un ric medaller; va deixar obres d'erudició i de pietat que han restat com manuscrites. Se l'ha sospitat de jansenisme, però sense proves suficients.
A la fi dels seus dies, tenia l'esperit una mica desendreçat. Es negava a creure que es podia morir, com es negava a creure en els naixements que se li anunciaven i, segons Besenval, va morir sense els últims sagraments, ja que es va negar a reconèixer els seus nets, no creient en la seva legitimitat; el reconeixement era la condició que el sacerdot encarregat d'ajudar-lo havia posat per atorgar-li el viàtic.